# فرشتگان سقوط‌کرده (روبنس)
فرشتگان سقوط‌کرده (به انگلیسی: The Fall of the Damned) یا (به انگلیسی: The Fall of the Rebel Angels) یک نقاشی مذهبی یادبود توسط پیتر پل روبنس است. این اثر درهم آمیختگی از اجساد سردرگم را نشان می‌دهد که توسط فرشته بزرگ میکائیل و فرشتگان همراهش به پرتگاه رسیده‌اند.
در سال ۱۹۵۹، توسط یک خرابکار هنری، اسید بر نقاشی پاشیده شد.

## انگاره

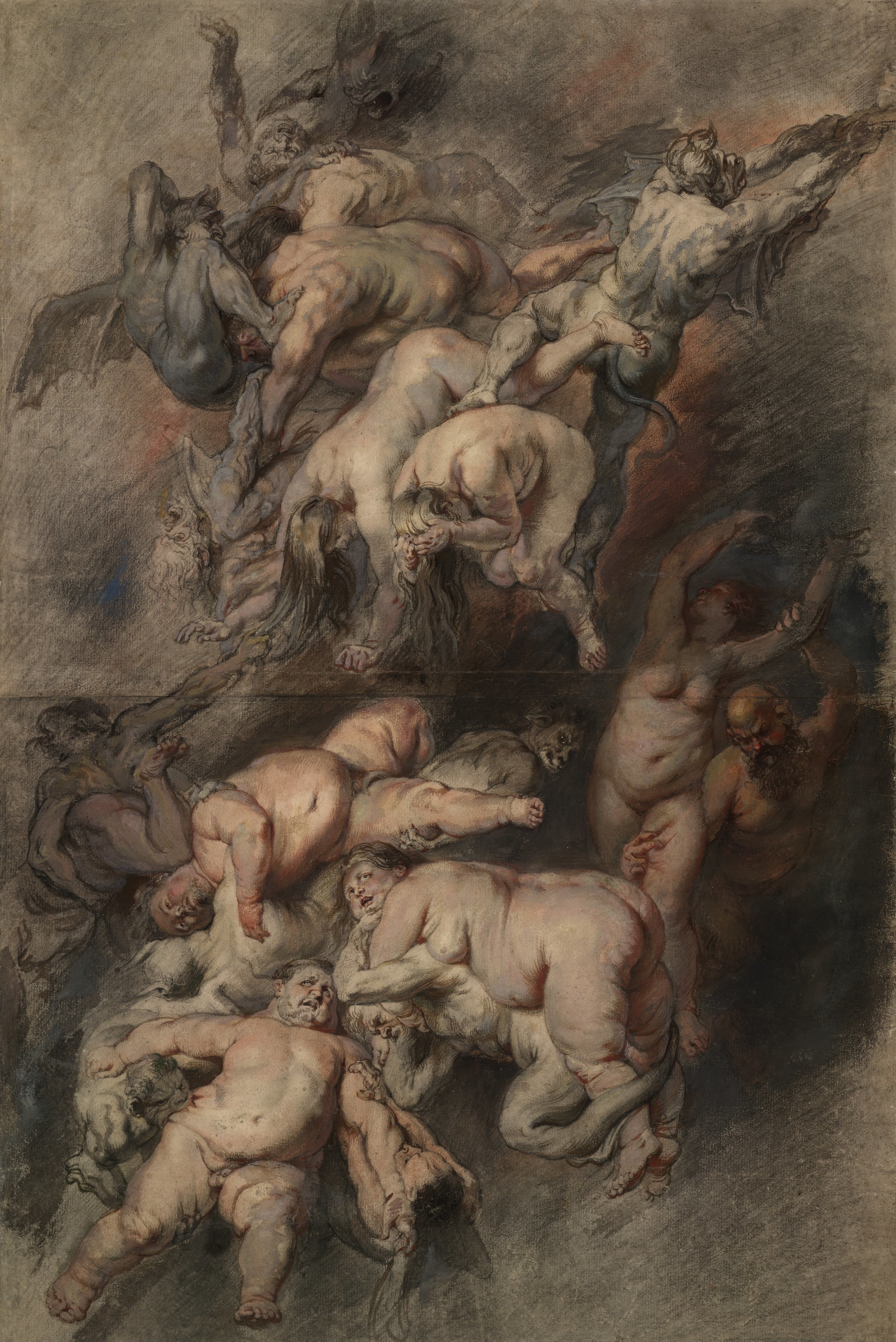
اتود فرشتگان سقوط‌کرده، حدود ۱۶۱۴–۱۶۱۸

طرح فرشتگان سقوط‌کرده با گچ فرنگی سیاه و قرمز کشیده شده و با رنگ خاکستری اصلاح شده‌است. این اثر در موزه بریتانیا نگهداری می‌شود. به نظر می‌رسد که کار یکی از وردست‌های کارگاه است، و سپس روبنس با قلم مو و رنگ روغن از این نقاشی فراتر رفته‌است. این طرح سیاه قلم به اشکال انسانی
و ابرها بر تاریکی که این اشکال در آن سقوط می‌کنند و بسیار دور از نور بهشت مافوق هستند، تأکید می‌کند.